# ウェイク・ミー・アップ・ホウェン・セプテンバー・エンズ
「ウェイク・ミー・アップ・ホウェン・セプテンバー・エンズ」（Wake Me Up When September Ends）は、アメリカのロックバンド、グリーン・デイの楽曲。バンドの7枚目のアルバム『アメリカン・イディオット』に収録。シングルカットされ、アメリカのビルボードHot100チャートで6位を記録し、ホット・モダン・ロック・トラックスチャートで2位、ホット・メインストリーム・ロック・トラックスチャートでは12位を記録している。
作詞はビリー・ジョー・アームストロング、作曲はグリーン・デイ。

## 概要
アコースティック・ギターによるイントロからはじまり、ビリーのボーカルが加わる。ブリッジ終了後、再び冒頭のメロディを繰り返すと、トレ・クールによるドラムとマイク・ダーントによるベースが入り、ビリーもエレキギターを演奏しながら歌うバンドサウンドとなる。
ビリーが10歳の時に亡くなった父親のことを歌っている。
また、サミュエル・ベイヤーによるミュージック・ビデオが作成されている。バンドによる演奏シーンと、若い男女のカップルが戦争によって引き裂かれるストーリーが編み込まれる。
この曲はライヴでも演奏されている。ライヴではアコースティック・ギターの代わりに、エレキギターで冒頭から演奏されることもあり、その場合は、ビリーによるボーカルとエレキギターの演奏で前半部分が演奏される。ライヴ演奏は、ライブ・アルバム『ブレット・イン・ア・バイブル』に2005年のものが収録されており、DVDではバンドが曲を演奏する模様を見ることができる。その際、歌の終盤でビリーが感極まってしまう場面がある。